# Isländischer Fußballpokal der Männer 1964
Der isländische Fußballpokal 1964 war die fünfte Austragung des isländischen Pokalwettbewerbs der Männer. Pokalsieger wurde zum fünften Mal in Folge KR Reykjavík. Das Team setzte sich im Finale am 24. Oktober 1964 im Melavöllur von Reykjavík wie im Vorjahr gegen ÍA Akranes durch.

## Modus
Die Begegnungen wurden in einem Spiel ausgetragen. Bei unentschiedenem Ausgang wurde das Spiel wiederholt.

## 1. Runde
Zehn Mannschaften nahmen teil, davon sechs Reserveteams.
| Datum      |                    | Ergebnis |                      |
| ---------- | ------------------ | -------- | -------------------- |
| 04.08.1964 | Víkingur Reykjavík | 2:1      | Haukar Hafnarfjörður |
| 08.08.1964 | KR Reykjavík B     | 3:0      | ÍB Ísafjörður        |
| 11.08.1964 | Fram Reykjavík B   | 3:0      | þróttur Reykjavík B  |
| 11.08.1964 | Valur Reykjavík B  | 2:1      | ÍB Keflavík B        |
| 16.08.1964 | ÍBV Vestmannaeyja  | 9:8      | ÍA Akranes B         |

## 2. Runde
Teilnehmer. Die fünf Sieger der 1. Runde und drei Teams aus der 2. deild karla.
| Datum      |                      | Ergebnis |                    |
| ---------- | -------------------- | -------- | ------------------ |
| 13.08.1964 | Breiðablik Kópavogur | 4:2      | FH Hafnarfjörður   |
| 13.08.1964 | Fram Reykjavík B     | 2:1      | Valur Reykjavík B  |
| 31.08.1964 | KR Reykjavík B       | 5:2      | ÍBV Vestmannaeyja  |
| 05.09.1964 | ÍBA Akureyri         | 5:2      | Víkingur Reykjavík |

## 3. Runde
| Datum      |                | Ergebnis |                      |
| ---------- | -------------- | -------- | -------------------- |
| 08.09.1964 | KR Reykjavík B | 2:1      | Breiðablik Kópavogur |
| 13.09.1964 | ÍBA Akureyri   | 7:5      | Fram Reykjavík B     |

## Viertelfinale
Teilnehmer: Die zwei Sieger der 3. Runde und die sechs Teams der 1. deild 1964.
| Datum      |                | Ergebnis |                   |
| ---------- | -------------- | -------- | ----------------- |
| 04.10.1964 | KR Reykjavík B | 2:0      | ÍB Keflavík       |
| 04.10.1964 | ÍA Akranes     | 1:0      | þróttur Reykjavík |
| 04.10.1964 | KR Reykjavík   | 1:0      | ÍBA Akureyri      |
| 10.10.1964 | Fram Reykjavík | 2:1      | Valur Reykjavík   |

## Halbfinale
| Datum      |              | Ergebnis |                |
| ---------- | ------------ | -------- | -------------- |
| 11.10.1964 | KR Reykjavík | 2:1      | KR Reykjavík B |
| 18.10.1964 | ÍA Akranes   | 2:0      | Fram Reykjavík |

## Finale
| Paarung  | KR Reykjavík – ÍA Akranes                               |
| Ergebnis | 4:0                                                     |
| Datum    | 24. Oktober 1964                                        |
| Stadion  | Melavöllur, Reykjavík                                   |
| Tore     | Sigurthor Jacobsson, Gunnar Guðmannsson und 2 Eigentore |